# Casa a prima vista (quarta edizione)
La quarta edizione di Casa a prima vista va in onda dal 16 settembre 2024, dal lunedì al venerdì su Real Time in Access prime time.

## Episodi
| n. | Prima TV          | Acquirenti                  | Sede                | Agenti     | Agenti     | Agenti  |
| n. | Prima TV          | Acquirenti                  | Sede                | Di Filippo | Torre      | D'Amico |
| -- | ----------------- | --------------------------- | ------------------- | ---------- | ---------- | ------- |
| 1  | 16 settembre 2024 | Luigi e Giulia              | Milano              |            |            |         |
| n. | Prima TV          | Acquirenti                  | Sede                | Agenti     | Agenti     | Agenti  |
| n. | Prima TV          | Acquirenti                  | Sede                | Sassu      | Mayer      | Pulieri |
| 2  | 17 settembre 2024 | Alisia e Matteo             | Roma                |            |            |         |
| n. | Prima TV          | Acquirenti                  | Sede                | Agenti     | Agenti     | Agenti  |
| n. | Prima TV          | Acquirenti                  | Sede                | Tommasi    | Torre      | D'Amico |
| 3  | 18 settembre 2024 | Rossella ed Elisabetta      | La Spezia           |            |            |         |
| n. | Prima TV          | Acquirenti                  | Sede                | Agenti     | Agenti     | Agenti  |
| n. | Prima TV          | Acquirenti                  | Sede                | Sassu      | Mayer      | Pulieri |
| 4  | 19 settembre 2024 | Serena                      | Roma                |            |            |         |
| n. | Prima TV          | Acquirenti                  | Sede                | Agenti     | Agenti     | Agenti  |
| n. | Prima TV          | Acquirenti                  | Sede                | Di Filippo | Torre      | D'Amico |
| 5  | 20 settembre 2024 | Alessandro e Laura          | Milano              |            |            |         |
| n. | Prima TV          | Acquirenti                  | Sede                | Agenti     | Agenti     | Agenti  |
| n. | Prima TV          | Acquirenti                  | Sede                | Di Filippo | Torre      | D'Amico |
| 6  | 23 settembre 2024 | Arianna e Lorenzo           | Como                |            |            |         |
| n. | Prima TV          | Acquirenti                  | Sede                | Agenti     | Agenti     | Agenti  |
| n. | Prima TV          | Acquirenti                  | Sede                | Sassu      | Mayer      | Pulieri |
| 7  | 24 settembre 2024 | Davina e Mario              | Roma                |            |            |         |
| n. | Prima TV          | Acquirenti                  | Sede                | Agenti     | Agenti     | Agenti  |
| n. | Prima TV          | Acquirenti                  | Sede                | Di Filippo | Torre      | D'Amico |
| 8  | 25 settembre 2024 | Mariano e Rosalia           | Milano              |            |            |         |
| n. | Prima TV          | Acquirenti                  | Sede                | Agenti     | Agenti     | Agenti  |
| n. | Prima TV          | Acquirenti                  | Sede                | Tommasi    | Torre      | D'Amico |
| 9  | 26 settembre 2024 | Anna e Ginevra              | La Spezia           |            |            |         |
| n. | Prima TV          | Acquirenti                  | Sede                | Agenti     | Agenti     | Agenti  |
| n. | Prima TV          | Acquirenti                  | Sede                | Sassu      | Mayer      | Pulieri |
| 10 | 27 settembre 2024 | Danilo e Annagrazia         | Roma                |            |            |         |
| n. | Prima TV          | Acquirenti                  | Sede                | Agenti     | Agenti     | Agenti  |
| n. | Prima TV          | Acquirenti                  | Sede                | Sassu      | Torre      | Pulieri |
| 11 | 30 settembre 2024 | Maria Giovanna e Luisella   | Trentino            |            |            |         |
| n. | Prima TV          | Acquirenti                  | Sede                | Agenti     | Agenti     | Agenti  |
| n. | Prima TV          | Acquirenti                  | Sede                | Di Filippo | Torre      | D'Amico |
| 12 | 1º ottobre 2024   | Eva e Maria Paola           | Milano              |            |            |         |
| n. | Prima TV          | Acquirenti                  | Sede                | Agenti     | Agenti     | Agenti  |
| n. | Prima TV          | Acquirenti                  | Sede                | Sassu      | Mayer      | Pulieri |
| 13 | 2 ottobre 2024    | Francesca, Martina e Nicole | Roma                |            |            |         |
| n. | Prima TV          | Acquirenti                  | Sede                | Agenti     | Agenti     | Agenti  |
| n. | Prima TV          | Acquirenti                  | Sede                | Di Filippo | Torre      | D'Amico |
| 14 | 3 ottobre 2024    | Alessia e Giulia            | Milano              |            |            |         |
| n. | Prima TV          | Acquirenti                  | Sede                | Agenti     | Agenti     | Agenti  |
| n. | Prima TV          | Acquirenti                  | Sede                | Di Filippo | Pulieri    | D'Amico |
| 15 | 4 ottobre 2024    | Stefano e Laura             | Monza               |            |            |         |
| n. | Prima TV          | Acquirenti                  | Sede                | Agenti     | Agenti     | Agenti  |
| n. | Prima TV          | Acquirenti                  | Sede                | Sassu      | Mayer      | Pulieri |
| 16 | 7 ottobre 2024    | Jacopo e Gaia               | Roma                |            |            |         |
| n. | Prima TV          | Acquirenti                  | Sede                | Agenti     | Agenti     | Agenti  |
| n. | Prima TV          | Acquirenti                  | Sede                | Di Filippo | Sassu      | D'Amico |
| 17 | 8 ottobre 2024    | Federica ed Enrico          | Bergamo             |            |            |         |
| n. | Prima TV          | Acquirenti                  | Sede                | Agenti     | Agenti     | Agenti  |
| n. | Prima TV          | Acquirenti                  | Sede                | Di Filippo | Torre      | D'Amico |
| 18 | 9 ottobre 2024    | Perla e Gabriele            | Milano              |            |            |         |
| n. | Prima TV          | Acquirenti                  | Sede                | Agenti     | Agenti     | Agenti  |
| n. | Prima TV          | Acquirenti                  | Sede                | Torre      | Mayer      | Pulieri |
| 19 | 10 ottobre 2024   | Luca e Anna                 | Roma                |            |            |         |
| n. | Prima TV          | Acquirenti                  | Sede                | Agenti     | Agenti     | Agenti  |
| n. | Prima TV          | Acquirenti                  | Sede                | Di Filippo | Torre      | D'Amico |
| 20 | 11 ottobre 2024   | Ginevra e Simona            | Milano              |            |            |         |
| n. | Prima TV          | Acquirenti                  | Sede                | Agenti     | Agenti     | Agenti  |
| n. | Prima TV          | Acquirenti                  | Sede                | Di Filippo | Torre      | D'Amico |
| 21 | 14 ottobre 2024   | Rosalba e Fabio             | Milano              |            |            |         |
| n. | Prima TV          | Acquirenti                  | Sede                | Agenti     | Agenti     | Agenti  |
| n. | Prima TV          | Acquirenti                  | Sede                | Di Filippo | Pulieri    | D'Amico |
| 22 | 15 ottobre 2024   | Ivan e Cosimo               | Monza               |            |            |         |
| n. | Prima TV          | Acquirenti                  | Sede                | Agenti     | Agenti     | Agenti  |
| n. | Prima TV          | Acquirenti                  | Sede                | Sassu      | Mayer      | Pulieri |
| 23 | 16 ottobre 2024   | Giorgia ed Emanuele         | Roma                |            |            |         |
| n. | Prima TV          | Acquirenti                  | Sede                | Agenti     | Agenti     | Agenti  |
| n. | Prima TV          | Acquirenti                  | Sede                | Di Filippo | Torre      | D'Amico |
| 24 | 17 ottobre 2024   | Stefano e Silvia            | Lago D'Orta         |            |            |         |
| n. | Prima TV          | Acquirenti                  | Sede                | Agenti     | Agenti     | Agenti  |
| n. | Prima TV          | Acquirenti                  | Sede                | Torre      | Mayer      | Pulieri |
| 25 | 18 ottobre 2024   | Dora e Dario                | Roma                |            |            |         |
| n. | Prima TV          | Acquirenti                  | Sede                | Agenti     | Agenti     | Agenti  |
| n. | Prima TV          | Acquirenti                  | Sede                | Di Filippo | Sassu      | D'Amico |
| 26 | 21 ottobre 2024   | Maria e Aristide            | Bergamo             |            |            |         |
| n. | Prima TV          | Acquirenti                  | Sede                | Agenti     | Agenti     | Agenti  |
| n. | Prima TV          | Acquirenti                  | Sede                | Sassu      | Mayer      | Pulieri |
| 27 | 22 ottobre 2024   | Giovanni e Diletta          | Litorale Romano     |            |            |         |
| n. | Prima TV          | Acquirenti                  | Sede                | Agenti     | Agenti     | Agenti  |
| n. | Prima TV          | Acquirenti                  | Sede                | Di Filippo | Torre      | D'Amico |
| 28 | 23 ottobre 2024   | Paola e Valentina           | Como                |            |            |         |
| n. | Prima TV          | Acquirenti                  | Sede                | Agenti     | Agenti     | Agenti  |
| n. | Prima TV          | Acquirenti                  | Sede                | Sassu      | Di Filippo | Pulieri |
| 29 | 24 ottobre 2024   | Paolo e Luisa               | Costiera Amalfitana |            |            |         |
| n. | Prima TV          | Acquirenti                  | Sede                | Agenti     | Agenti     | Agenti  |
| n. | Prima TV          | Acquirenti                  | Sede                | Sassu      | Mayer      | Pulieri |
| 30 | 25 ottobre 2024   | Nadia                       | Roma                |            |            |         |
| n. | Prima TV          | Acquirenti                  | Sede                | Agenti     | Agenti     | Agenti  |
| n. | Prima TV          | Acquirenti                  | Sede                | Sassu      | Mayer      | Pulieri |
| 31 | 28 ottobre 2024   | Giulio                      | Roma                |            |            |         |
| n. | Prima TV          | Acquirenti                  | Sede                | Agenti     | Agenti     | Agenti  |
| n. | Prima TV          | Acquirenti                  | Sede                | Sassu      | Mayer      | Liguori |
| 32 | 29 ottobre 2024   | Leopoldo                    | Roma                |            |            |         |
| n. | Prima TV          | Acquirenti                  | Sede                | Agenti     | Agenti     | Agenti  |
| n. | Prima TV          | Acquirenti                  | Sede                | Di Filippo | Torre      | D'Amico |
| 33 | 30 ottobre 2024   | Michela                     | Lago D'Orta         |            |            |         |
| n. | Prima TV          | Acquirenti                  | Sede                | Agenti     | Agenti     | Agenti  |
| n. | Prima TV          | Acquirenti                  | Sede                | Sassu      | Di Filippo | Pulieri |
| 34 | 31 ottobre 2024   | Vincenza e Umberto          | Napoli              |            |            |         |
| n. | Prima TV          | Acquirenti                  | Sede                | Agenti     | Agenti     | Agenti  |
| n. | Prima TV          | Acquirenti                  | Sede                | Sassu      | Mayer      | Pulieri |
| 35 | 1 novembre 2024   | Stefano, Mara e Martina     | Roma-Circeo         |            |            |         |
| n. | Prima TV          | Acquirenti                  | Sede                | Agenti     | Agenti     | Agenti  |
| n. | Prima TV          | Acquirenti                  | Sede                | Sassu      | Mayer      | Pulieri |
| 36 | 7 aprile 2025     | Erika                       | Roma                |            |            |         |
| n. | Prima TV          | Acquirenti                  | Sede                | Agenti     | Agenti     | Agenti  |
| n. | Prima TV          | Acquirenti                  | Sede                | Sassu      | Mayer      | Pulieri |
| 37 | 8 aprile 2025     | Danilo                      | Roma                |            |            |         |
| n. | Prima TV          | Acquirenti                  | Sede                | Agenti     | Agenti     | Agenti  |
| n. | Prima TV          | Acquirenti                  | Sede                | Sassu      | Mayer      | Liguori |
| 38 | 9 aprile 2025     | Finlay, Barbara e Carolina  | Roma                |            |            |         |
| n. | Prima TV          | Acquirenti                  | Sede                | Agenti     | Agenti     | Agenti  |
| n. | Prima TV          | Acquirenti                  | Sede                | Di Filippo | Torre      | D'Amico |
| 39 | 10 aprile 2025    | Fabiola e Paolo             | Milano              |            |            |         |
| n. | Prima TV          | Acquirenti                  | Sede                | Agenti     | Agenti     | Agenti  |
| n. | Prima TV          | Acquirenti                  | Sede                | Sassu      | Mayer      | Pulieri |
| 40 | 11 aprile 2025    | Livia e Tommaso             | Roma                |            |            |         |